# Krtek
Krtek je animiran lik tako v risankah kot v pravljicah, ki ga je ustvaril češki animator Zdeněk Miler.

## Kako nastane Krtek?
Ideja se je avtorju rodila v Pragi leta 1956. Na njegovo delovanje je močno vplival Walt Disney in tako za glavno vlogo določil žival - Krtka. Do tega je prišel, ko je razmišljujoče hodil po poti in ponesreči stopil na resnično krtovo prebivališče.
Krtkove risanke v 50. letih postanejo veliki hit v vzhodni Evropi: v Nemčiji, Avstriji, na Kitajskem in v Indiji. Sprva je Krtek tudi govoril. Glas mu je posodila Milerjeva hči, toda avtor je želel, da bi Krtka vsi po svetu razumeli, zato se je odločil, da lik ne bo govoril, ampak bo samo izražal svoja občutja s svojo mimiko.
Dolgo je trajalo, da sem se zavedel, da ko rišem Krtka, rišem sebe.— -Zdeněk Miler

## Glasba
V risanki igra glasba zelo pomembno vlogo odkar liki v risanki ne govorijo. Glasba se igra na tradicionalne inštrumente.
Glasbo sta v risanki prispevala Miloš Vacek, Vadim Petrov in Jiří Strohner.

## Pravljice
Po zelo priljubljenih risankih so na knjižni polici tudi istoimenske pravljice s slovenskim prevodom.
- Eduard Petiška, Krtek in avtomobilček. Ljubljana: Mladika, 1997. (Prevod: Zdenka Škerlj-Jerman)
- Hana Doskočilova, Krtek in orel. Ljubljana: Mladika, Praga: Albatros, 1998. (Prevod: Janez Mušič)
- Ivan Gantschev, Kje je Krtek?. Ljubljana: Slovenska knjiga, 1998. (Prevod: Milena Žnideršič)
- Hana Doskočilova, Kako je Krtek pozdravil miško. Ljubljana: Mladika, 1999. (Prevod: Janez Mušič)
- Eduard Petiška, Kako je Krtek prišel do hlačk. Ljubljana: Mladika, 1999. (Prevod: Janez Mušič)
- Hana Doskočilova, Krtek pozimi. Ljubljana: Mladika, 2000. (Prevod: Janez Mušič)
- Hana Doskočilova, Krtek in zelena zvezda. Ljubljana: Mladika, 2000. (Prevod: Janez Mušič)
- Emmett Jonathan, Kako je Krtek klatil luno. Tržič: Učila, 2001. (Prevod: Metka Bartol)
- Zdeněk Miler, Krtek in raketa. Ljubljana: Mladika, Praga: Albatros, 2002. (Prevod: Janez Mušič)

## Kratka vsebina
Najprej nastanejo kupčki zemlje na travniku ali na cvetlični gredi ali kje drugje. Nato se iz kupčka prikaže troje črnih laskov, dvoje velikih temnih oči in rdeč nosek. Čisto na koncu, hipec preden ga zagledamo, se razleže nalezljiv smeh. Krtek! Njegove prigode spremljajo otroci širom po svetu že več kot 20 let. Za vse njih na široko odpira oči in raziskuje naravo nad zemljo in pod njo. Radoveden, kakor je, otroke opogumlja in jih, poln domislic, navdušuje. Brez besed. Verjetno je prav v tem skrivnost njegovega uspeha.